# Customs Department FC
Der Customs Department Football Club war ein professioneller Fußballverein aus der thailändischen Hauptstadt Bangkok, welcher 1954 gegründet wurde. Der größte Erfolg des Vereins war der Aufstieg in die Thailand Premier League 2007. Der Klub ist ein Verein der Staatlichen Zollbehörde, deren Namen er auch trägt. Die Heimspiele werden im Kasem-Bundit-Universitäts-Stadion ausgetragen.

## Vereinsgeschichte
Gegründet wurde der Verein bereits 1954. Seinen Aufstieg begann der Verein im Jahr 1998. Es gelang dem Klub aus der, heute 6. Liga des Landes, aufzusteigen. Nur zwei Jahre später folgte der Aufstieg in die Fünfte Liga, und 2004 schließlich in die heutige zweite Liga. Als Meister der zweiten Liga gelang dem Verein im Jahr 2007 der Aufstieg in die Thai Premier League. Die Mannschaft stand zur Saisonhälfte auf einem Abstiegsplatz und Trainer Prapas Chamrasamee, welcher den Verein in die TPL führte, wurde entlassen. Im August 2008 verpflichtete der Klub den früheren japanischen Starspieler Masao Kiba. Nachfolger des entlassenen Prapas Chamrasamee, wurde Chatchai Paholpat. Doch auch er konnte den Abstieg nicht verhindern und wurde zu Saisonende entlassen. Direkt wieder Abgestiegen, fand sich der Verein nicht in der zweiten Liga zurecht. Kurz vor Ende der Saison, hat der Verein kaum noch Aussichten die Liga zu halten.

## Vereinserfolge

### National
- Thailand Division 1 League

Meister und Aufstieg (2007 der Gruppe A)
- Khor Royal Cup (ถ้วย ค.)

Meister und Aufsteiger 2000

## Spieler
Worrawoot Srimaka (2008)

## Trainer
Chatchai Paholpat (2008)